# Correspondance de Springer
En mathématiques, et plus particulièrement en algèbre, les représentations de Springer sont certaines représentations du groupe de Weyl W associées à des classes de conjugaison unipotentes d'un groupe algébrique semi-simple G. L'association est appelée la correspondance de Springer.

## Description
La correspondance de Springer comporte un paramètre supplémentaire qui est une représentations d'un groupe fini {\displaystyle A(u)} canoniquement déterminé par la classe de conjugaison unipotente. A chaque couple {\displaystyle (u,\phi )} composé d'un élément unipotent {\displaystyle u} de {\displaystyle G}  et d'une représentation irréductible {\displaystyle \phi } du groupe {\displaystyle A(u)}, on peut associer soit une représentation irréductible du groupe de Weyl, soit 0. L'association
{\displaystyle (u,\phi )\mapsto E_{u,\phi }}
avec {\displaystyle u\in U(G),\phi \in {\widehat {A(u)}},E_{u,\phi }\in {\widehat {W}}}
ne dépend que de la classe de conjugaison de {\displaystyle u} et engendre une correspondance entre les représentations irréductibles du groupe de Weyl et les couples {\displaystyle (u,\phi )} modulo la conjugaison ; cette correspondance est appelée la  correspondance de Springer. Chaque représentation irréductible de {\displaystyle W} apparaît exactement une fois dans cette correspondance, même si {\displaystyle \phi } peut être une représentation non triviale. La correspondance de Springer, avec ses généralisations dues à Lusztig, joue un rôle clé dans la classification de Lusztig des représentations irréductibles des groupes de type Lie finis.

## Construction
La construction originale de Tonny Albert Springer de  1976 procède en définissant une action de W sur les groupes de cohomologie l-adiques de dimension supérieure de la variété algébrique Bu des sous- groupes boréliens de G contenant un élément unipotent donné u d'un groupe algébrique semi-simple G sur un corps fini. Cette construction a été généralisée par Lusztig (1981) qui a également éliminé certaines hypothèses techniques. Springer a donné plus tard une construction différente (Springer (1978)), utilisant la cohomologie ordinaire avec des coefficients rationnels et des groupes algébriques complexes.
Kazhdan et Lusztig (1980) ont donné une construction topologique des représentations de Springer en utilisant la variété de Steinberg et ont découvert les polynômes de Kazhdan-Lusztig dans leur processus de développement. La correspondance de Springer généralisée a été étudiée par Lusztig et Spaltenstein (1985) et par Lusztig (1981)  dans ses travaux sur les faisceaux de caractères. Borho et MacPherson (1983) ont donné encore une autre construction de la correspondance de Springer.

## Exemple
Pour le groupe linéaire spécial {\displaystyle SL_{n}}, les classes de conjugaison unipotentes sont paramétrées par des partitions de {\displaystyle n} : si {\displaystyle u} est un élément unipotent, la partition correspondante est donnée par les tailles des blocs de Jordan de {\displaystyle u}. Les groupes '{\displaystyle A(u)}  sont tous triviaux.
Le groupe de Weyl {\displaystyle W} est le groupe symétrique {\displaystyle S_{n}} sur {\displaystyle n} lettres. Ses représentations irréductibles sur un corps de caractéristique nulle sont également paramétrées par les partitions de  {\displaystyle n}. La correspondance de Springer est une bijection dans ce cas , et elle est donnée, dans les paramétrisations standard, par transposition des partitions (de sorte que la représentation triviale du groupe de Weyl correspond à la classe unipotente régulière, et la représentation en signe correspond à l'élément d'identité de {\displaystyle G}).

## Applications
La correspondance de Springer s'est avérée étroitement liée à la classification des idéaux primitifs dans l'algèbre enveloppante d'une algèbre de Lie semi-simple complexe, à la fois comme principe général et comme outil technique. De nombreux résultats dans cette direction sont dus à Anthony Joseph. Une approche géométrique a été développée par Borho, Brylinski et MacPherson (1987).